# Irina Pérxina
Irina Pérxina   (Kropotkin, 13 de setembre de 1978) és una exnedadora russa, especialitzada en natació sincronitzada, que va competir durant la dècada de 1990.
El 2000 va prendre part en els Jocs Olímpics d'Estiu de Sydney, on guanyà la medalla d'or en la competició per equips.